# Secret Level (série télévisée d'animation)
Pour les articles homonymes, voir Secret Level.
Secret Level ou Niveau caché est une série d'anthologie d'animation créée par Tim Miller pour Prime Video. Elle est produite par Blur Studio et Amazon MGM Studios. Elle se compose de quinze histoires se déroulant dans différents univers de jeux vidéo. La série a été commandée par Amazon en août 2024 et a été révélée pour la première fois à la Gamescom le même mois. Ses huit premiers épisodes sont sortis dans le monde entier le 10 décembre 2024, les sept épisodes restants sont sortis le 17 décembre 2024.
En version originale, le casting vocal comprend Arnold Schwarzenegger, Patrick Schwarzenegger, Kevin Hart, Laura Bailey, Heaven Hart, Keanu Reeves, Gabriel Luna, Ariana Greenblatt, Adewale Akinnuoye-Agbaje, Michael Beach, Emily Swallow et Claudia Doumit.
En décembre 2024, la série a été renouvelée pour une deuxième saison.

## Concept
Cette série d'anthologie animée pour adultes développe des histoires originales se déroulant dans les univers de certains des jeux vidéo présentés comme "les plus appréciés du monde".
La série se compose de quinze histoires courtes autonomes basées sur différents jeux vidéo et franchises, dont voici la liste,,,,.
| Jeu                              | Propriétaires                  |
| -------------------------------- | ------------------------------ |
| Armored Core                     | FromSoftware                   |
| Concord                          | Sony Interactive Entertainment |
| Crossfire                        | Smilegate                      |
| Donjons et Dragons               | Wizards of the Coast           |
| Exodus                           | Archetype Entertainment        |
| Honor of Kings                   | TiMi Studio Group              |
| Mega Man                         | Capcom                         |
| New World: Aeternum              | Amazon Games                   |
| The Outer Worlds 2 (en)          | Obsidian Entertainment         |
| Pac-Man (Shadow Labyrinth)       | Bandai Namco Entertainment     |
| PlayStation                      | Sony Interactive Entertainment |
| Sifu                             | Sloclap                        |
| Spelunky                         | Mossmouth, LLC                 |
| Unreal Tournament                | Epic Games                     |
| Warhammer 40,000: Space Marine 2 | Games Workshop                 |

## Production
La série Secret Level a été commandée par Prime Video le 14 août 2024. Elle a été créée par Tim Miller, qui est producteur exécutif via sa propre société Blur Studio. Elle est donc produite par Blur Studio, mais aussi Amazon MGM Studios. Par ailleurs, Dave Wilson en est le producteur exécutif et le directeur de supervision.
Le jeu Concord est sorti sur le marché après la production de la série, mais avant la diffusion de celle-ci. Il a cependant été retiré de la vente par Sony dans les deux semaines qui ont suivi, en raison de faibles ventes et d'un nombre de joueurs trop peu élevé. Miller a déclaré qu'ils n'avaient pas envisagé de retirer l'épisode Concord, en partie pour respecter le travail qui y avait déjà été consacré, mais également parce que certains des autres épisodes présentaient des jeux qui n'étaient pas encore sortis.
La première partie de la série a été diffusée dans le monde entier le 10 décembre 2024. La deuxième partie le 17 décembre 2024,,,.
Le 17 décembre 2024, la série a été renouvelée pour une deuxième saison,.

## Distribution
- Aleks Le (VF : Gary Fossier-Renna) : L'Épéiste (VQ : Patrick-Emmanuel Abellard) / Yi Xing (VQ : Alexandre Fortin) :
- Nelson Lee : Sean (VQ : Frédéric Zacharek) / Tiangong (VQ : Guy Nadon) :
- Arnold Schwarzenegger (VF : Julien Dutel), (VQ : Yves Corbeil) : Le roi Aelstrom
- Emily Swallow (VF : Chiara Collet), (VQ : Manon Arsenault) : Puck
- Keanu Reeves (VF : Julien Meunier), (VQ : Daniel Picard) : Le pilote
- Ariana Greenblatt (VF : Mathilde Cerf), (VQ : Emma Bao-Linh) : Ana Spelunky
- Elodie Yung (VF : Sara Martins), (VQ : Stéphanie Dolan) : La Maitresse du jeu (The Gamemaster en VO)
- Carlin James (VQ : Sébastien Reding) : Technicien de Lilandri
- Brenock O'Connor (VQ : Nicolas Poulin) : Amos
- Adewale Akinnuoye-Agbaje (VF : Rody Benghezala), (VQ : Fayolle Jean Jr.) : Sergent Metaurus
- Ricky Whittle (VQ : Fred-Éric Salvail) : Cross
- Leah Harvey (VQ : Marie-Evelyne Lessard) : Cassidy Taimak
- Laura Bailey (VQ : Naïla Louidort) : Smokes
- Nikko Austen Smith (VF : Manoé Richardier) : Mari Hanson jeune (VQ : Emma Bao Linh) / Mari Hanson adulte (VQ : Sarah Desjeunes)
- Alkaio Thiele (VF : Neila Bouterbiat), (VQ : Matis Ross) : Rock
- Noah Manzoor (VQ : Noé Henri-Rouillard) : Solon
- Heaven Hart (VF : Melissa Lexa Berard), (VQ : Élia St-Pierre) : O
- Parry Shen (VF : Mohamed Barhoumia), (VQ : Xiao Yi Hernan) : MC (jeune)
- Raffey Cassidy (VQ : Geneviève Bédard) : Felicity Karo
- Clive Standen (VQ : Frédéric Zacharek) : Lieutenant Titus
- Claudia Doumit (VQ : Kim Jalabert) : Layla
- Kevin Hart (VF : Jean-Baptiste Anoumon), (VQ : Maël Davan-Soulas) : Buddibot
- Erin Yvette (VF : Élodie Lasne), (VQ : Célia Gouin-Arsenault) : La Voix
- Michael Beach (VF : Rody Benghezala), (VQ : Louis-Philippe Dandenault) : Nik Hanson
- Madeleine Knight (VQ : Florence Blain Mbaye) : Mora
- Merle Dandridge (VF : Angélique Heller), (VQ : Sofia Blondin) : Liz Mutton
- Gideon Emery (VQ : Thiéry Dubé) : Capitaine Necris
- Steven Pacey (VF : Laurent Pasquier), (VQ : Jacques Lavallée) : Scaevola
- Rick Overton (VF : Jacques Chambon), (VQ : Marc Bellier) : Dr. Light
- Ping Wu (VF : Jean-Marc Galéra) : MC (vieux)
- Arthur Lee, (VQ : Adrien Bletton) : Kai
- Gabriel Luna (VF : Julien Tiphaine), (VQ : Nicolas Centeno-Benoît) : Roi Zimah
- Dana Haqjoo (VQ : Jean-François Beaupré) : Valet de Zimah
- Temuera Morrison (VF : Augustin Jacob), (VQ : Marc Bellier) : Le Vieux (Old Salt en VO)
- Samuel Roukin (VQ : Paul Sarrasin) : Fitz
- Lily Cowles (VF : Amandine Longeac), (VQ : Mélanie Laberge) : Kara Voss
- Fenella Woolgar (VQ : Viviane Pacal) : Dr. Langdon
- Jonny Cruz (VF : Loïc Hourcastagnou), (VQ : Louis-Philippe Berthiaume) : Johnny
- Lydia Look (VF : Josiane Vermare), (VQ : Anne Caron) : Li
- Max Rinehart (VQ : David Laurin) : Julius
- Laura Wohlwend (VQ : Estelle Fournier) : Tally
- Mitch Eakins : Dean
- Vic Chao (VQ : Daniel Picard) : Vieux fou
- Benjamin Plessala (VQ : Noé Henri Rouillard) : Titus (jeune)
- Patrick Schwarzenegger (VQ : Maël Davan-Soulas) : L'enfant
- Christopher Judge : Kratos
- Mark Sheppard : Astropath
- Joy Osmanski : la mère de Yi Xing
- Arazou : Urda
- Chris Payne Gilbert (VF : Julien Tiphaine), (VQ : Frédéric Paquet) : Parker
- Christopher Sean (VF : Sébastien Mortamet), (VQ : Rodley Pitt) : Rafael Sabatine
- Matt Peters (VQ : Tristan Harvey) : Mahler
- Delroy Atkinson (VF : Franck Gourlat), (VQ : Widemir Normil) : Luzum
- Dimitri Abold, (VQ : Iannicko D'Doua-Légaré) : Rade
- Jessica Camacho (VQ : Sarah Desjeunes) : Cabrera
- Courtenay Taylor, (VQ : Élise Bertrand) : Thadie Voss
- Alexa Kahn (VF : Jean-Marc Galéra) : Sorcier de Tzeentch
- Rachel Handshaw (VQ : Romane Denis) : Sladie
- Andrew Morgado : Helldiver
- Umulisa Gahiga (VQ : Lauriane S. Thibodeau) : Ahokal
- Lee Shorten : le père de Yi Xing
- Feodor Chin : Thug
- Carlo Rota (VQ : Christian Perrault) : Sorcier
- Rae Lim : MC (enfant)
- Paul Nakauchi, (VQ : Pierre Auger) : Luca Sabatine
- Paul Ridley (VQ : Guy Nadon) : Oriel
- Jamie Treacher (VQ : François Sasseville) : Chairman Courtright
- Jake Matthews (VQ : Nicolas Centeno-Benoît) : Mason
- Mara Junot : Helldiver
- Aidan Bristow (VQ : Alexandre Fortin) : Jeffrey
- Louis Martin (VQ : Anglesh Major) : Officier callosien
- Rita Estevanovich : Tiamat
- Derek Phillips : Lennox
- Tracy Wiles : Tiamat
- Kerry Gutierrez : Spitz
- Fred Tatasciore (VQ : Jean-François Blanchard) : Annonceur de l'arène
- Darin De Paul (VQ : Manuel Tadros) : narrateur de l'épisode 13

 Sauf indication contraire, les informations mentionnées dans cette section peuvent être confirmées par la base de données cinématographiques IMDb,  présente dans la section « Liens externes ».

## Liste des épisodes
| №  | Titre français | Titre original                                | Réalisation                                               | Diffusion mondiale | Code production |
| -- | --- | --------------------------------------------- | --------------------------------------------------------- | ------------------ | --------------- |
| 1  | Donjons & Dragons : Le Berceau de la reine | Dungeons & Dragons: The Queen's Cradle        | Maxime Luère, Léon Bérelle, Dominique Boidin, Rémi Kozyra | 10 décembre 2024   | #ATRI 104       |
| 1  | Écriture : K. D. Davila, Levin Menekse, Brooke Bolander |                                               |                                                           |                    |                 |
| 1  | Alors qu'il est nargué par une voix intérieur autoritaire, un jeune homme prisonnier est secouru par une équipe d'aventurier : Mora, Tally, Luzum et Ahokal. Mora l'emmène alors auprès d'un dragon, Oriel, pour tenter d'extraire l’entité maléfique qui le tourmente. Adaptation autour du jeu Donjons et Dragons |                                               |                                                           |                    |                 |
|    | |                                               |                                                           |                    |                 |
| 2  | Sifu : Le prix d'une vie | Sifu: It Takes a Life                         | László Ruska                                              | 10 décembre 2024   | #ATRI 108       |
| 2  | Écriture : Rich Larson |                                               |                                                           |                    |                 |
| 2  | Un jeune homme, MC, parle à un vendeur de rue quand il voit entrer Sean, l'une des personnes qui ont tué son père, dans un club. MC décide alors de le suivre pour se venger. Adaptation autour du jeu Sifu |                                               |                                                           |                    |                 |
|    | |                                               |                                                           |                    |                 |
| 3  | New World : Un roi en devenir | New World: The Once and Future King           | Maxime Luère, Léon Bérelle, Dominique Boidin, Rémi Kozyra | 10 décembre 2024   | #ATRI 118       |
| 3  | Écriture : J. T. Petty, Philip Gelatt |                                               |                                                           |                    |                 |
| 3  | Le roi Aelstrom et son armée naviguent vers l'île d'Aeternum pour la conquérir, mais leur navire est détruit dans une tempête, ne laissant aucun survivant à l'exception d'Aelstrom et de son conseiller Scaevola. Ils réalisent qu'ils ne peuvent désormais plus mourir, ni quitter l'île et Aelstrom décide de défier le souverain du lieu, le roi Zimah. Adaptation autour du jeu New World |                                               |                                                           |                    |                 |
|    | |                                               |                                                           |                    |                 |
| 4  | Unreal Tournament : Xan | Unreal Tournament: Xan                        | Franck Balson                                             | 10 décembre 2024   | #ATRI 102       |
| 4  | Écriture : Justin Rhodes |                                               |                                                           |                    |                 |
| 4  | Un robot minier acquiert une conscience et réalise que ses maîtres humains maltraitent ses semblables et les considèrent comme des êtres remplaçables. Furieux, il prend le contrôle des autres robots et tue leurs maîtres. Tous les robots miniers sont alors arrêtés et forcés de participer à des combats de gladiateurs publics en guise de message contre la rébellion. Adaptation autour du jeu Unreal Tournament |                                               |                                                           |                    |                 |
|    | |                                               |                                                           |                    |                 |
| 5  | Warhammer 40,000 : Ils ne connaîtront pas la peur | Warhammer 40,000: And They Shall Know No Fear | Dave Wilson                                               | 10 décembre 2024   | #ATRI 101       |
| 5  | Écriture : J. T. Petty, Justin Rhodes |                                               |                                                           |                    |                 |
| 5  | Le sergent Metaurus est chargé d'une mission consistant à détruire une relique sur une planète hostile. Lui et son escouade se rendent alors sur place. Selon toute probabilité, leur mort est certaine. Cependant, il y a bien longtemps, Metaurus a sélectionné le jeune Titus, un garçon qui ne connaissait pas la peur, pour en faire un Space Marine. Aujourd'hui, Titus est lieutenant à ses côté et Metaurus se demande de quoi un homme tel que lui est capable. Adaptation autour du jeu Warhammer 40,000 (Warhammer 40,000: Space Marine 2)                                                |                                               |                                                           |                    |                 |
|    | |                                               |                                                           |                    |                 |
| 6  | PAC-MAN : Cycle | PAC-MAN: Circle                               | Victor Maldonado & Alfredo Torres                         | 10 décembre 2024   | #ATRI 115       |
| 6  | Écriture : J. T. Petty |                                               |                                                           |                    |                 |
| 6  | Une créature humanoïde sans mémoire se réveille dans un complexe souterrain. Il est accueilli par une sphère jaune volante, Puck, qui lui dit qu'il est l'"Élu" qui s'échappera du "labyrinthe" : un monde extraterrestre à la flore et la faune dangereuse, peuplé de fantômes affamés. Adaptation autour du jeu Pac-Man (Shadow Labyrinth) |                                               |                                                           |                    |                 |
|    | |                                               |                                                           |                    |                 |
| 7  | Crossfire : Les Bons et les Méchants | Crossfire: Good Conflict                      | Damian Nenow                                              | 10 décembre 2024   | #ATRI 112       |
| 7  | Écriture : Philip Gelatt, Russ Linton |                                               |                                                           |                    |                 |
| 7  | Deux groupes de mercenaires armés se sont retranchés dans une ville abandonnée subissant une forte tempête. L'un des groupes protège un civil nerveux menotté à une mallette, tandis que l'autre est à la recherche de la mallette en question. Le premier groupe de soldat va tenter une sortie pour escorter leur client en sécurité, alors que l'autre se prépare à les intercepter. Adaptation autour du jeu Crossfire |                                               |                                                           |                    |                 |
|    | |                                               |                                                           |                    |                 |
| 8  | Armored Core : L'homme et la machine | Armored Core: Asset Management                | Dave Wilson                                               | 10 décembre 2024   | #ATRI 117       |
| 8  | Écriture : J. T. Petty, Peter Watts |                                               |                                                           |                    |                 |
| 8  | Alors qu'il boit dans un bar, un pilote "augmenté" s'attire des ennuis avec les autres consommateurs. L'IA implantée dans son cerveau lui conseille d’essayer de sociabiliser, mais il préfère partir. Rapidement, il est rappelé par son devoir, il enfile alors une combinaison spéciale et prend les commandes d'un robot géant lourdement armé pour faire face à d'autres pilotes aux commandes d'engins similaires. Adaptation autour du jeu Armored Core |                                               |                                                           |                    |                 |
|    | |                                               |                                                           |                    |                 |
| 9  | The Outer Worlds : Loin des yeux, près du cœur | The Outer Worlds: The Company We Keep         | Bengt-Anton Runsten                                       | 17 décembre 2024   | #ATRI 111       |
| 9  | Écriture : Heather Anne Campbell, Siobhan Carroll |                                               |                                                           |                    |                 |
| 9  | Amos est un orphelin qui travaille sur une planète isolée, où il trie les déchets. Un jour, il tombe sur une affiches concernant un emploi de cobaye pour Tante Cleo, une méga-corporation qui produit des produits pharmaceutiques. Il est désireux d'accepter le poste, car il y est mentionné le Dr Felicity Karo, qui était une de ses amie dans le passé, y travaille. Il finit par obtenir le poste et découvre, sans pour autant se départir de son optimisme, que les cobayes de Tante Cleo subissent des expérimentations proprement inhumaine... Adaptation autour du jeu The Outer Worlds |                                               |                                                           |                    |                 |
|    | |                                               |                                                           |                    |                 |
| 10 | Mega Man : Naissance d'un héros | Mega Man: Start                               | Alex Beaty                                                | 17 décembre 2024   | #ATRI 107       |
| 10 | Écriture : Jeff Juhasz |                                               |                                                           |                    |                 |
| 10 | À Mega City, les créations robotiques du Dr Light ont été reprogrammées par le Dr Wily, qui envoie les robots détruire la ville au lieu de la protéger. Rock, une création humanoïde de Light, exprime son désir d'aider au combat, mais le docteur refuse et se prépare à envoyer Bomb Man pour vaincre les autres. Mais Rock est évidement promis à un plus grand destin. Adaptation autour du jeu Mega Man |                                               |                                                           |                    |                 |
|    | |                                               |                                                           |                    |                 |
| 11 | Exodus : Odyssée | Exodus: Odyssey                               | Alex Beaty                                                | 17 décembre 2024   | A venir         |
| 11 | Écriture : Tim Miller |                                               |                                                           |                    |                 |
| 11 | Sur une planète glacée, base de réparation de vaisseaux spatiaux, une jeune fille rêve de s'enfuir de cet enfer froid et inhospitalier. Son père ayant fini de réparer un vaisseau, la jeune fille en profite pour s'enfuir avec le propriétaire, un riche "traveler". Se rendant compte de la disparition de sa fille, le père se met en quête de la retrouver, mais les voyages spatiaux sont longs. Et voilà que la fille vieillit plus vite que son père. Adaptation autour du jeu Exodus |                                               |                                                           |                    |                 |
|    | |                                               |                                                           |                    |                 |
| 12 | Spelunky : Tally | Spelunky: Tally                               | Emily Dean                                                | 17 décembre 2024   | A venir         |
| 12 | Écriture : Tamsyn Muir |                                               |                                                           |                    |                 |
| 12 | Une jeune fille tente de conquérir un temple, mais celle-ci meurt et revient au début du donjon où une femme l'attend. La femme tente de la dissuader, mais la voici déjà repartie. Ce n'est qu'au bout de nombreux essais qu'elle parvient enfin à comprendre le vrai sens de sa quête. Adaptation autour du jeu Spelunky |                                               |                                                           |                    |                 |
|    | |                                               |                                                           |                    |                 |
| 13 | Concord : La Saga de l'Implacable | Concord: Tale of the Implacable               | Patrick Osborne                                           | 17 décembre 2024   | A venir         |
| 13 | Écriture : J. T. Petty, Christian Taylor, Rachael K. Jones |                                               |                                                           |                    |                 |
| 13 | Cassidy, une capitaine, est capturée et contrainte d'extraire une puce volée de son bras. Cependant, son équipage intervient permettant à Cassidy de s'échapper. Une fois revenu à leur vaisseau le groupe s’aperçoit que la puce contient la carte de toutes les voies stellaires, ce qui peut valoir un milliard de crédits. C'est aussi une prise très dangereuse car la Guilde, qui a la mainmise sur les routes, fera tout pour récupérer un objet d'une telle valeur. Adaptation autour du jeu Concord                                                                                         |                                               |                                                           |                    |                 |
|    | |                                               |                                                           |                    |                 |
| 14 | Honor of Kings : Ainsi vont les choses | Honor of Kings: The Way of All Things         | Csaba Vicze                                               | 17 décembre 2024   | A venir         |
| 14 | Écriture : J. T. Petty, S. L. Huang |                                               |                                                           |                    |                 |
| 14 | Yi Xing, un jeune orphelin, cherche à défier le Tiangong, un superordinateur qui contrôle sa ville. Non seulement, le jeune homme a pu constater le déclin de sa ville mais il en veut également au Tiangong pour le rôle que celui-ci à joué dans la mort de ses parents. Yi espère usurper son pouvoir en le battant à une partie de partie go, dont Yi est un maître. Adaptation autour du jeu Honor of Kings. |                                               |                                                           |                    |                 |
|    | |                                               |                                                           |                    |                 |
| 15 | Playtime : Accomplissement | Playtime: Fulfillment                         | Csaba Vicze                                               | 17 décembre 2024   | A venir         |
| 15 | Écriture : J. T. Petty, Rich Larson |                                               |                                                           |                    |                 |
| 15 | O est une livreuse à vélo qui circule à travers sa ville en tentant de respecter ses délais de livraison. Elle est accompagnée par Buddibot, un petit assistant robot. Alors qu'elle vient de terminer une livraison de justesse, un mystérieux inconnu apparaît et lui remet un colis avec une adresse manuscrite. Rapidement, des hommes armés apparaissent pour lui demander de leur remettre le paquet en question (qui se révèle contenir une petite créature bleue brillante appelée "Porteur"), mais O refuse... Adaptation autour de la console PlayStation en général                       |                                               |                                                           |                    |                 |
|    | |                                               |                                                           |                    |                 |

## Réception
Le site Web agrégateur Rotten Tomatoes rapporte un taux d'approbation de 65% avec une note moyenne de 6.1/10, basée sur 20 avis. Le consensus critique du site Web se lit comme suit : « Le mélange de courts métrages de jeux vidéo de Secret Level ne peut s'empêcher de ressembler à une bande-annonce glorifiée, mais ces vignettes ont un impact considérable à petites doses »,. Le site Metacritic, qui utilise une moyenne pondérée, attribue une note de 53 sur 100 sur la base de 9 critiques, indiquant des critiques « mitigées ou moyennes ».